# St. Michael (Leipferdingen)

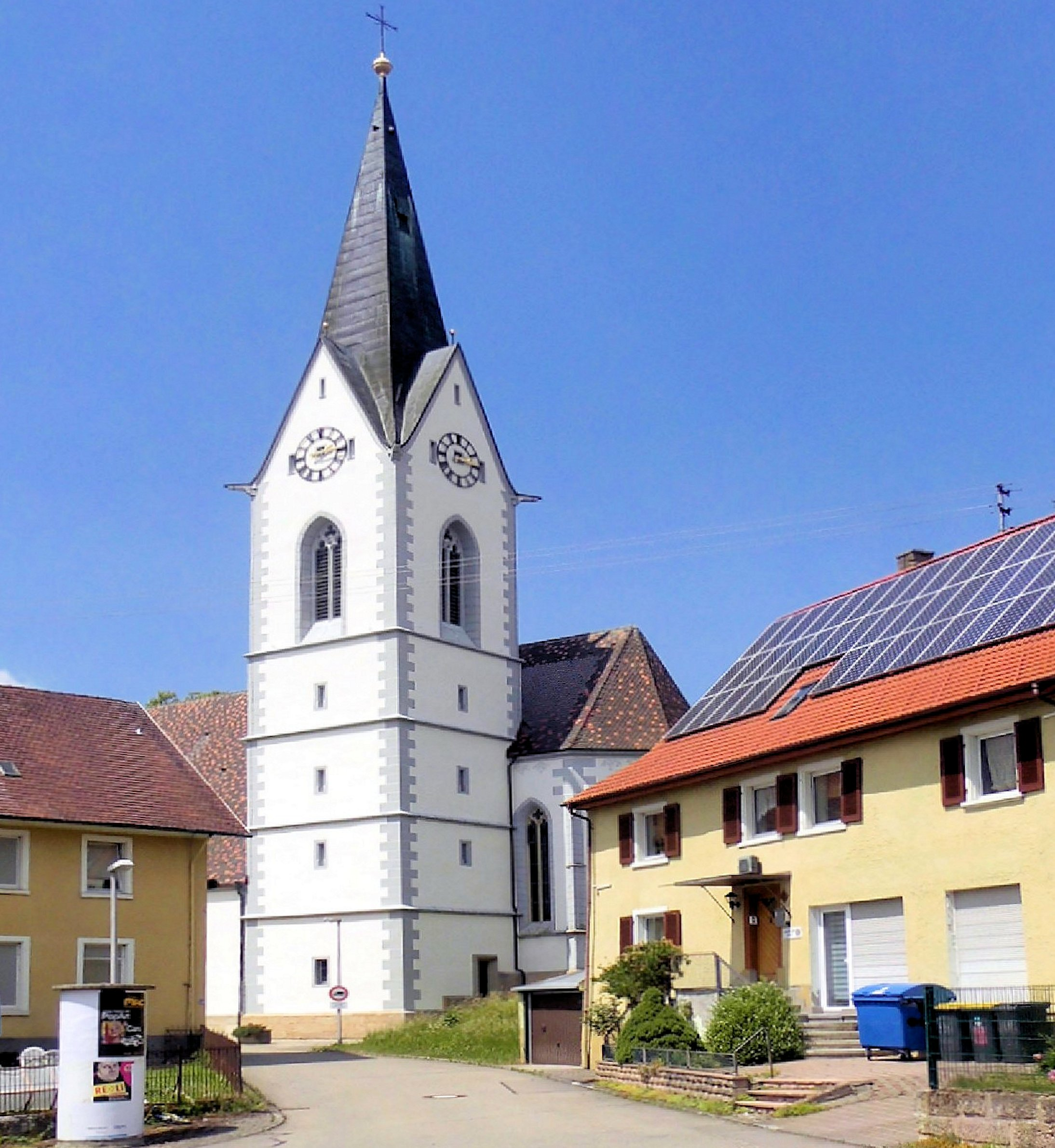
St. Michael in Leipferdingen

Die römisch-katholische Pfarrkirche St. Michael steht in Leipferdingen, einem Ortsteil der Stadt Geisingen im Landkreis Tuttlingen in Baden-Württemberg. Die Kirchengemeinde gehört zum Dekanat Schwarzwald-Baar im Erzbistum Freiburg. Das Bauwerk ist beim Landesamt für Denkmalpflege Baden-Württemberg als Baudenkmal eingetragen.

## Beschreibung
Nach einem Brand 1932 blieben vom Vorgängerbau nur der eingezogene, dreiseitig geschlossene Chor und der Chorflankenturm an seiner Südwand erhalten. Das Langhaus im Westen wurde neu errichtet. Die vier unteren Geschosse des Chorflankenturms stammen aus der Romanik, das fünfte mit den als Maßwerkfenster gestalteten Klangarkaden, hinter denen sich der Glockenstuhl mit fünf Kirchenglocken befindet, aus der Gotik. Die Zifferblätter seiner Turmuhr befinden sich in den Giebeln, zwischen denen sich ein spitzer Helm erhebt. Zur Kirchenausstattung gehört ein Hochaltar von 1879. Die Orgel wurde 2007 von der Mönch Orgelbau in den vorhandenen Prospekt eingebaut.